# Telč (zámek)
Zámek Telč stojí ve městě Telč, v části Vnitřní Město, na náměstí Zachariáše z Hradce, nad meandrem Telčského potoka mezi Ulickým a Štěpnickým rybníkem. Zámek je chráněn jako kulturní památka a v roce 1995 byl zámecký areál prohlášen národní kulturní památkou. Od roku 1992 je zámek spolu s historickým centrem Telče zapsán na Seznam světového kulturního dědictví UNESCO. Je ve vlastnictví státu (správu zajišťuje Národní památkový ústav), přístupný veřejnosti. Jeho současným kastelánem je Bohumil Norek.

## Historie

### Hrad
Po požáru města v roce 1387, při kterém pravděpodobně definitivně zanikl první telčský hrad, se Telč ocitla bez panského sídla. Ve třetí čtvrtině 14. století proto nechal Jindřich III. z Hradce postavit na místě dnešního zámku, přesněji v jeho severovýchodní části, vodní hrad. Jindřichův syn Jan III. z Hradce držel ochrannou ruku nad mistry pražské univerzity, především pak nad Stanislavem ze Znojma. Obdobně se choval i jeho syn Jan IV., přesto byl telčský hrad dne 21. září 1423 dobyt husity. Pánům z Hradce se jej podařilo získat zpátky a v lednu 1437 zde pobýval císař Zikmund Lucemburský. Jan se později stal členem Jednoty strakonické a postavil se proti králi Jiřímu z Poděbrad. 
Po Janově smrti v roce 1452 panství zdědil jeho syn Jindřich IV., který se roku 1463 postavil proti králi. Roku 1471 se pak zavázal uherskému králi Matyášovi Korvínovi. Po uzavření olomouckého míru uznal za panovníka Vladislava II. a ten jej jmenoval komorníkem Království českého. V Telči stihl nechat hrad přestavět v duchu gotiky, ovšem během lovu dne 15. ledna 1507 Jindřich nešťastně zemřel. Telč tak zdědil Adam I. z Hradce, po jehož smrti v roce 1531 došlo k rozdělení panství a Telč získal mladší Zachariáš z Hradce. Za vlastnictví Zachariáše zažívala Telč největší rozmach; právě on nechal přestavět hrad na zámek.

### Zámek

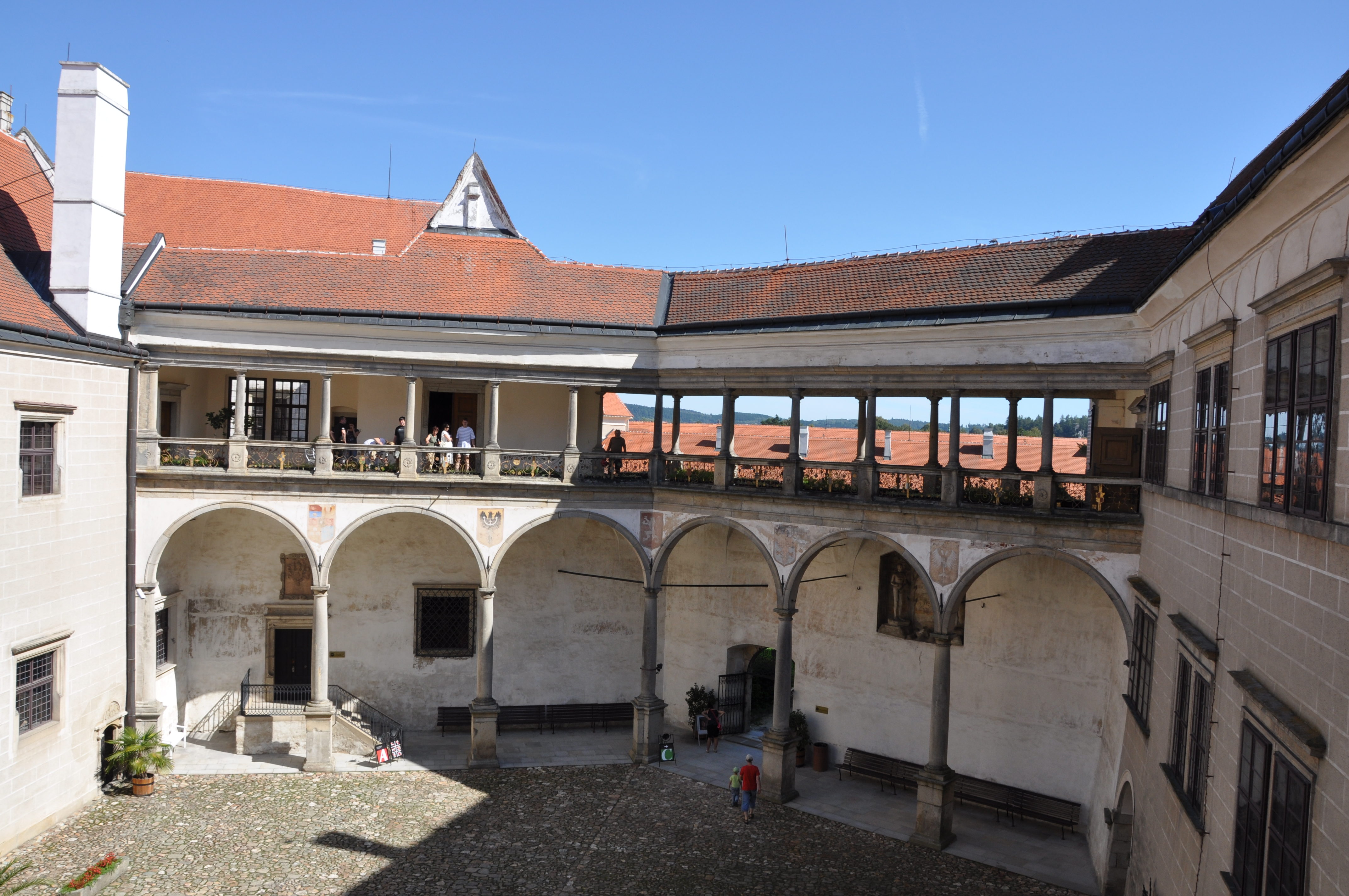
Nádvoří zámku

Zachariáš z Hradce nechal přestavět gotický hrad na renesanční zámek a vytvořil z něj svoje reprezentativní dílo. V letech 1551–1552 se zúčastnil výpravy českých velmožů do Janova. Tady se seznámil s italskou renesancí a tato zkušenost se poté promítla do přestavby telčského sídla. Roku 1553 se oženil s Kateřinou z Valdštejna, díky které získal panství Polná. V roce 1589 po Zachariášově smrti panství zdědil jeho synovec Adam II. z Hradce.
Na počátku 17. století, po vymření pánů z Hradce, se zámek dostal do vlastnictví Slavatů, a to prostřednictvím sňatku Lucie Otýlie z Hradce s Vilémem Slavatou z Chlumu a Košumberka. Slavatové se pokusili o obrácení obyvatel Telče na katolictví, jak dokládá jezuitský kostel Jména Ježíš, vystavěný v blízkosti zámku. Do architektonické podoby zámku výrazněji nepromluvili ani následující majitelé – Lichtenštejnové z Kastelkornu a Podstatští z Lichtenštejna. Jejich pozornost se zaměřila především na úpravy zámeckého parku, kde došlo k výstavbě empírového skleníku.
V roce 1814 mělo telčské panství celkovou rozlohu 35 913 jiter půdy, z čehož zaujímaly lesy celkem 8 692 jiter. Leopold II. Podstatský-Lichtenštejn vlastnil fideikomisní statek Veselíčko, alodiální panství Telč se statkem Borovná, panství Studená na Moravě a panství Kunžak v Čechách. V roce 1828 odkoupil od bratra Gustava panství Želetavu s připojenými statky Bítovánky, Krasonice, Nové Meziříčko a Zdeňkov. V roce 1848 převzal panství jeho jediný syn Leopold III.

## Popis

### Hrad
Původní podobou připomínal spíše opevněný dvorec. Hrad tvořily budovy uzavírající malý dvorek v severovýchodní části dnešního zámku. Na východě stál jednokřídlý dvoupatrový palác, k němuž na jihovýchodě přiléhala kaple sv. Jiří. Ta původně prostupovala patry a zakončovala ji hvězdicovitá žebrová klenba. Na sever pak vedlo zámecké křídlo, ze kterého se do současnosti dochovaly původně dvoupatrové sklepy a části obvodových zdí. Ke zboření tohoto křídla došlo v období renesance. Přízemí paláce se otevíralo do dvorku lemovaného arkádami s lomenými oblouky. Ve směru z jihu na sever pak celek uzavírala v renesanci rozbořená zeď. Hrad v podstatě pouze doplňoval hradby města a střežil jednu z městských bran.
Za Jindřicha IV. z Hradce prošel hrad gotickou přestavbou, během níž měla být zvýšena bezpečnost sídla. V severním nároží došlo k vystavění hranolové věže a další přibyla u kaple v jižním nároží. Severní věž se dochovala v přízemí a v patře v původním stavu a její součástí byl prevét se střílnami. Kromě nich vzniklo i nové jižní křídlo s lomenými arkádami, tzv. Zbrojnice, a při severní stěně paláce další přístěnek. Palác a další obytné budovy byly obehnány ochozy, zrušené při vybudování zámecké zahrady. V období pozdní gotiky přibyla i hradní kuchyně.
Do současnosti se dochovaly i zbytky předhradí – severní hradba s baštou, dnes začleněné do západní části renesančního paláce, a o něco západněji budova, kterou se původně do areálu vstupovalo. Ještě více na západ stával hradní pivovar. V budově bývalého konviktu se dochovala další z hradních věží.

### Zámek

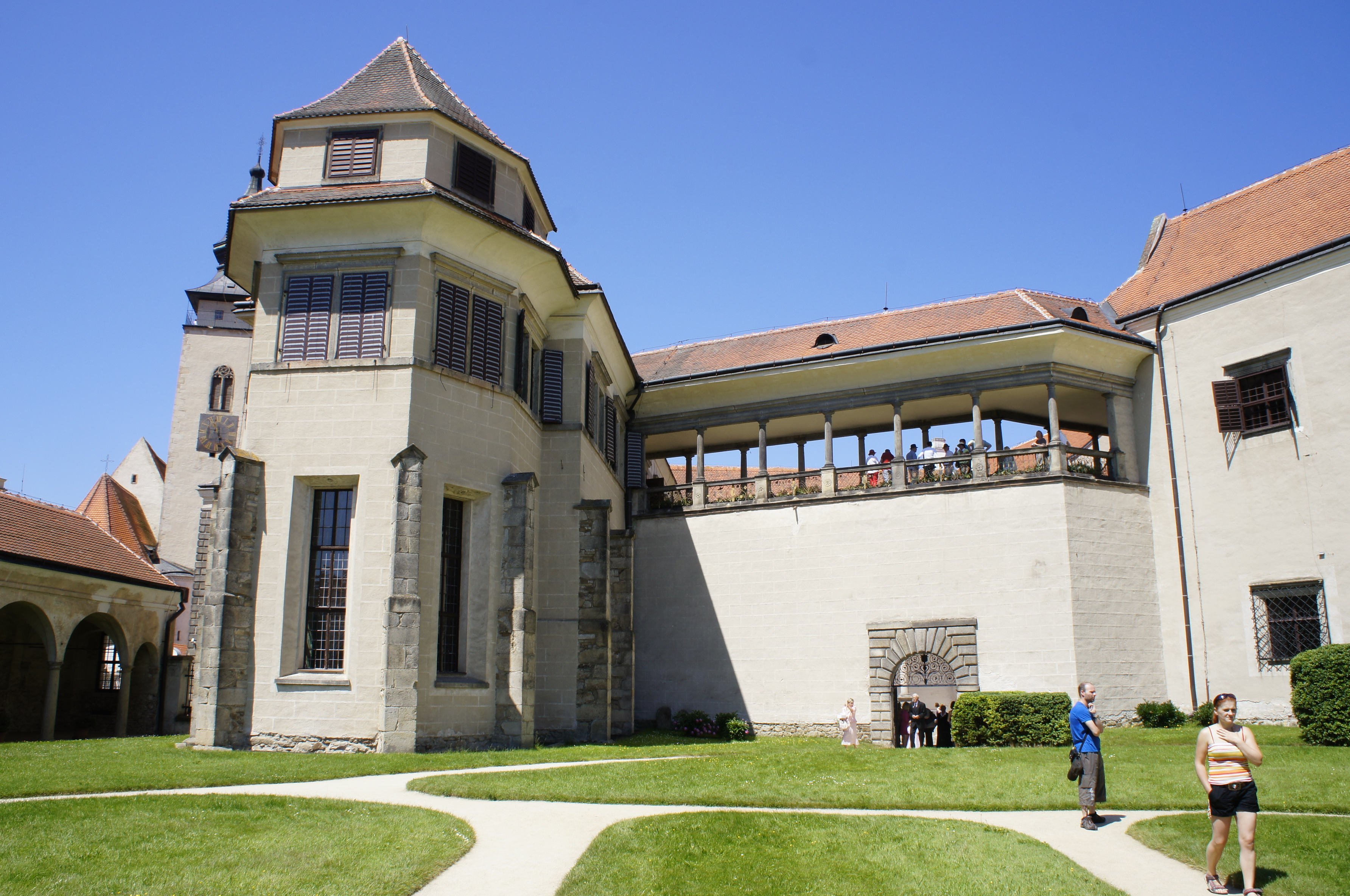
Zámecká zahrada s kaplí Všech svatých

Přestavbou hradu na reprezentativní sídlo byli pověřeni mistři z Itálie. Probíhala ve dvou etapách. Zajímavé je, že ve stejné době probíhala i přestavba sídla v Jindřichově Hradci, kde sídlil Zachariášův bratr Jáchym, přičemž na obou stavbách působili stejní architekti a umělci.
První etapa probíhala v letech 1550–1553 a její realizací byl pověřen Leopold Esterreicher ze Slavonic. Ten se zaměřil především na oblast původního dvora – v paláci nechal prolomit nová okna, zazdil arkády a omítky vyzdobil rustikou. V přízemí byly vybudovány nové místnosti (obytné i reprezentativní). Došlo také k zaklenutí Zbrojnice hvězdicovitou klenbou. Změny se nevyhnuly ani zámecké kapli, při nichž byl snížen strop a zrušeny žebrové klenby. Nové klenby dostaly také místnosti v prvním patře. Přes celé druhé patro se táhla Velká hodovní síň. Místy jsou dosud patrné sklípkové klenby.
Přestavba představovala pro Zachariášovu pokladnu velkou zátěž, nicméně díky ziskům na panství a také z těžby v dolech na stříbro, které získal především sňatkem s Kateřinou z Valdštejna, ji dokázal ufinancovat. V roce 1553, právě v roce svatby s Kateřinou, započala druhá, nejnáročnější, etapa přestavby. Svatba se také promítla na výzdobě zámku, a to prostřednictvím aliančních erbů novomanželů, umístěných na portálech, fasádách a interiérech zámku.
Vedením prací v druhé etapě přestavby, která probíhala od roku 1553 do konce 60. let 16. století, byl pověřen stavitel Antonín Vlach z Itálie, jenž se také podílel na přestavbách zámku v Jindřichově Hradci. Během této etapy přibyly další dva zámecké paláce, doplněné o hospodářské budovy. V roce 1561 byla dokončena výstavba Severního paláce, v jehož prostorách vznikla dominanta telčského zámku – Zlatý sál. V roce 1564 došlo k zaklenutí zámecké kaple křížovou klenbou. V letech 1566–1568 přibyl Jižní palác a také průjezd do dvora v západní části zámeckého areálu. Tady od roku 1550 stával pivovar a další hospodářské budovy, později spojené do jednoho gotického domku. V roce 1563 při výstavbě krytého schodiště došlo také k úpravám tohoto prostoru.
Definitivní podobu zámeckému areálu dodal během třetí etapy přestavby, probíhající do roku 1580, Baldassare Maggi z Arogna, jenž se také podílel na přestavbách zámků na Hluboké, v Českém Krumlově, Jindřichově Hradci či v nedaleké Brtnici. Během této přestavby došlo ke spojení jednotlivých zámeckých paláců – Severní a Jižní palác s palácem v místě hradu – arkádovými chodbami. V Jižním paláci byla roku 1580 vystavěna pohřební kaple Všech svatých.

## Zámecký park a zámecká zahrada

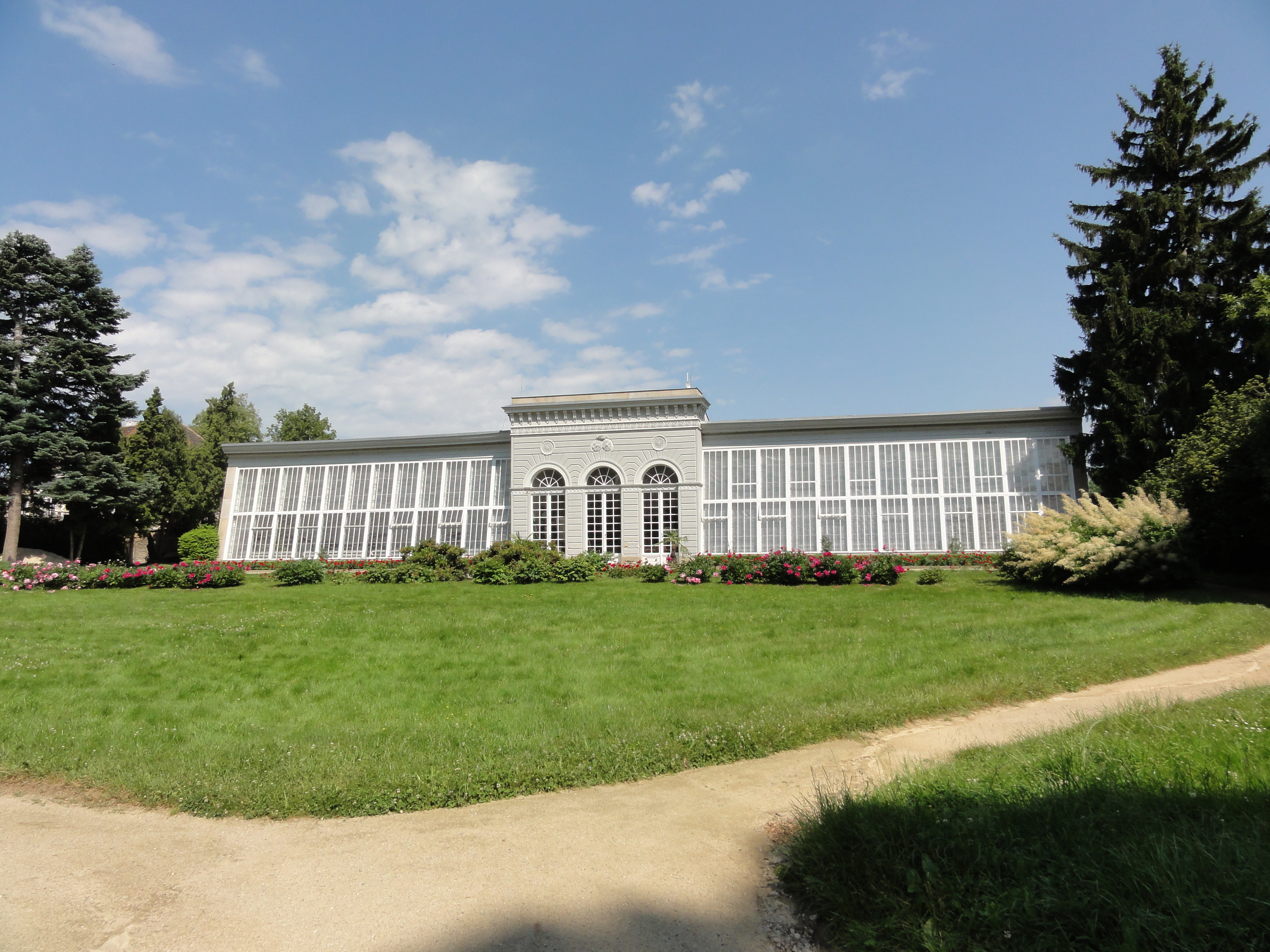
Skleník v zámeckém parku

Zámecký park se rozkládá na severozápad od zámku a vytvořen byl již v 16. století. Tvoří jej především vzácné dřeviny, součástí je také dříve empírový, dnes klasicistní skleník. V roce 1848 o park pečoval zahradník, sběratel a cestovatel Benedikt Rozel, který během svých cest po střední Americe popsal několik nových druhů rostlin (zejména orchidejí).
Zámecká zahrada vznikla již v 70. letech 16. století a řadí se tak k nejstarším architektonickým zahradám v České republice. Ze dvou stran ji lemují arkády, v jejichž výklencích stávaly busty panovníků. Štukový reliéf na stěně paláce pak znázorňuje Neptuna se čtyřspřežím.

## Současnost
Od počátku roku 2020 až do července 2023 probíhala rekonstrukce zámku v rámci projektu Revitalizace památky světového dědictví UNESCO. V důsledku vzniklých omezení byla návštěvníkům od 25. května 2020 umožněna omezená prohlídka – byt posledního majitele zámku.
Dne 27. července 2023 se zámek Telč otevřel opět pro veřejnost. Návštěvníkům nabízí kromě standardních prohlídkových okruhů další dva nové okruhy, moderní návštěvnické centrum i celoroční možnost provozu. Nově jsou například zpřístupněny prostory bývalých hostinských pokojů a ve druhém patře se otevřela expozice Zámecké muzeum. Otevřeny pro veřejnost byly také prostory bývalého zámeckého pivovaru, kde je vystavena řada předmětů, jejichž povaha či stav nedovolují běžnou prezentaci v interiéru zámku. V rámci rekonstrukce byla dále například opravena část krovu zámku a rytířský sál s kazetovým stropem a byly udělány nové rozvody s protipožárním zařízením. Zrestaurováno bylo na tři sta předmětů. Upraven byl zámecký park. V arkádách zahrady došlo k obnově omítek a restaurování původních maleb, obnoveny byly cesty a zprovoznila se zde kašna.

## Zámek ve filmu
Zámek se objevil v následujících filmech a pohádkách:
- Pyšná princezna (1952, režie: Bořivoj Zeman)
- Jak se budí princezny (1978, režie: Václav Vorlíček)
- Z pekla štěstí (1999, režie: Zdeněk Troška)
- Z pekla štěstí 2 (2001, režie: Zdeněk Troška)

## Zajímavosti
| Rok  | Počet návštěvníků | Rok  | Počet návštěvníků |
| ---- | ----------------- | ---- | ----------------- |
| 1982 | 90 132            | 2007 | 79 667            |
| 1984 | 112 668           | 2008 | 64 628            |
| 1989 | 136 323           | 2009 | 62 212            |
| 1990 | 111 819           | 2010 | 87 183            |
| 1991 | 72 344            | 2011 | 71 723            |
| 1992 | 85 221            | 2012 | 68 904            |
| 1993 | 85 692            | 2013 | 90 593            |
| 1994 | 89 511            | 2014 | 99 669            |
| 1995 | 96 110            | 2015 | 84 140            |
| 1996 | 90 087            | 2016 | 93 350            |
| 1997 | 90 161            | 2017 | 109 425           |
| 1998 | 73 489            | 2018 | 100 479           |
| 1999 | 89 197            | 2019 | 72 949            |
| 2000 | 90 000            | 2020 | 24 509            |
| 2001 | 96 000            | 2021 | 18 897            |
| 2002 | 93 751            | 2022 | 18 508            |
| 2003 | 87 563            | 2023 | 48 697            |
| 2004 | 76 866            |      |                   |
| 2005 | 74 697            |      |                   |
| 2006 | 64 075            |      |                   |

- Zámek nikdy nebyl prodán. Ke změně majitele docházelo pouze prostřednictvím dědictví.[13]

## Galerie

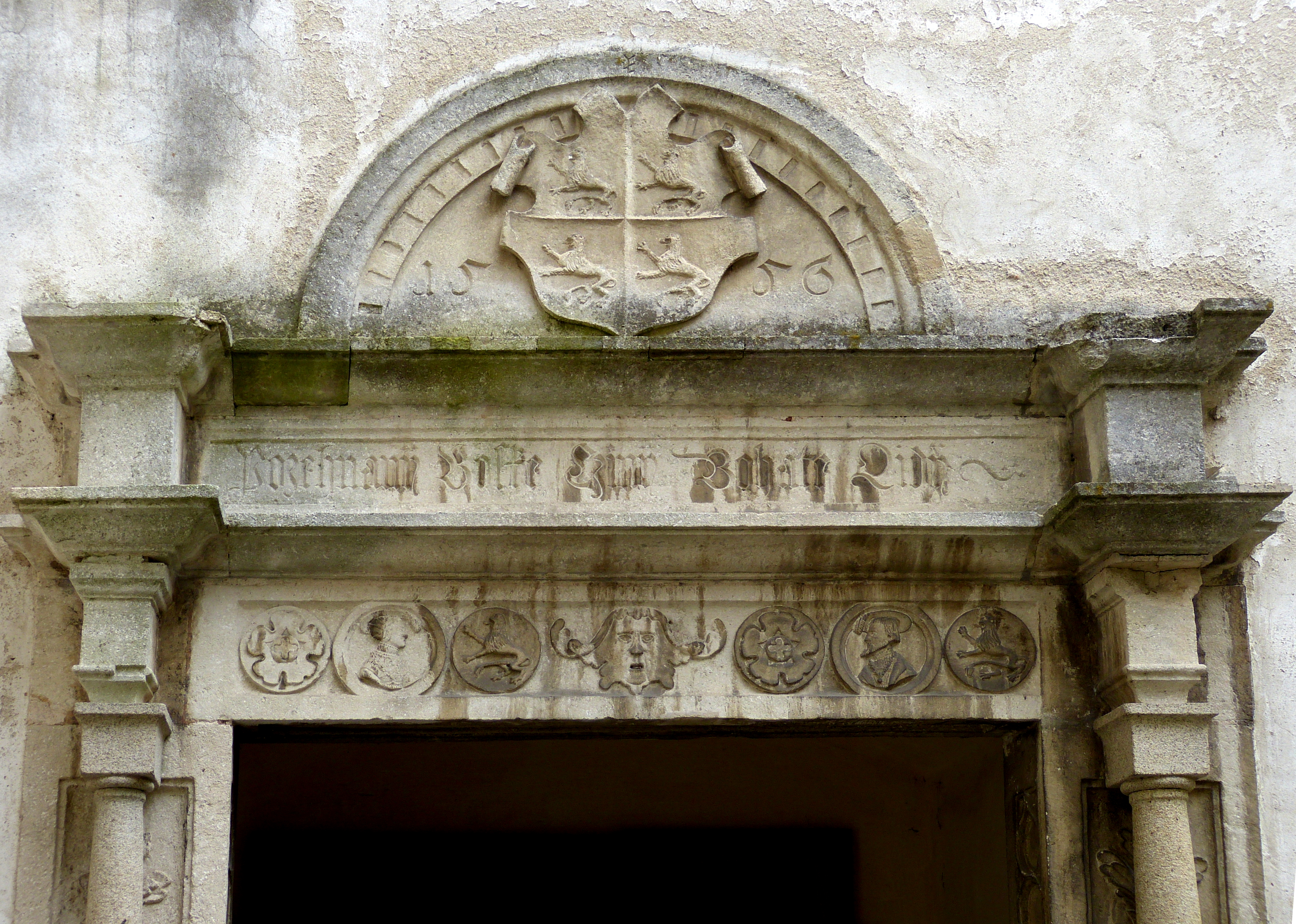
Erb Kateřiny z Valdštejna
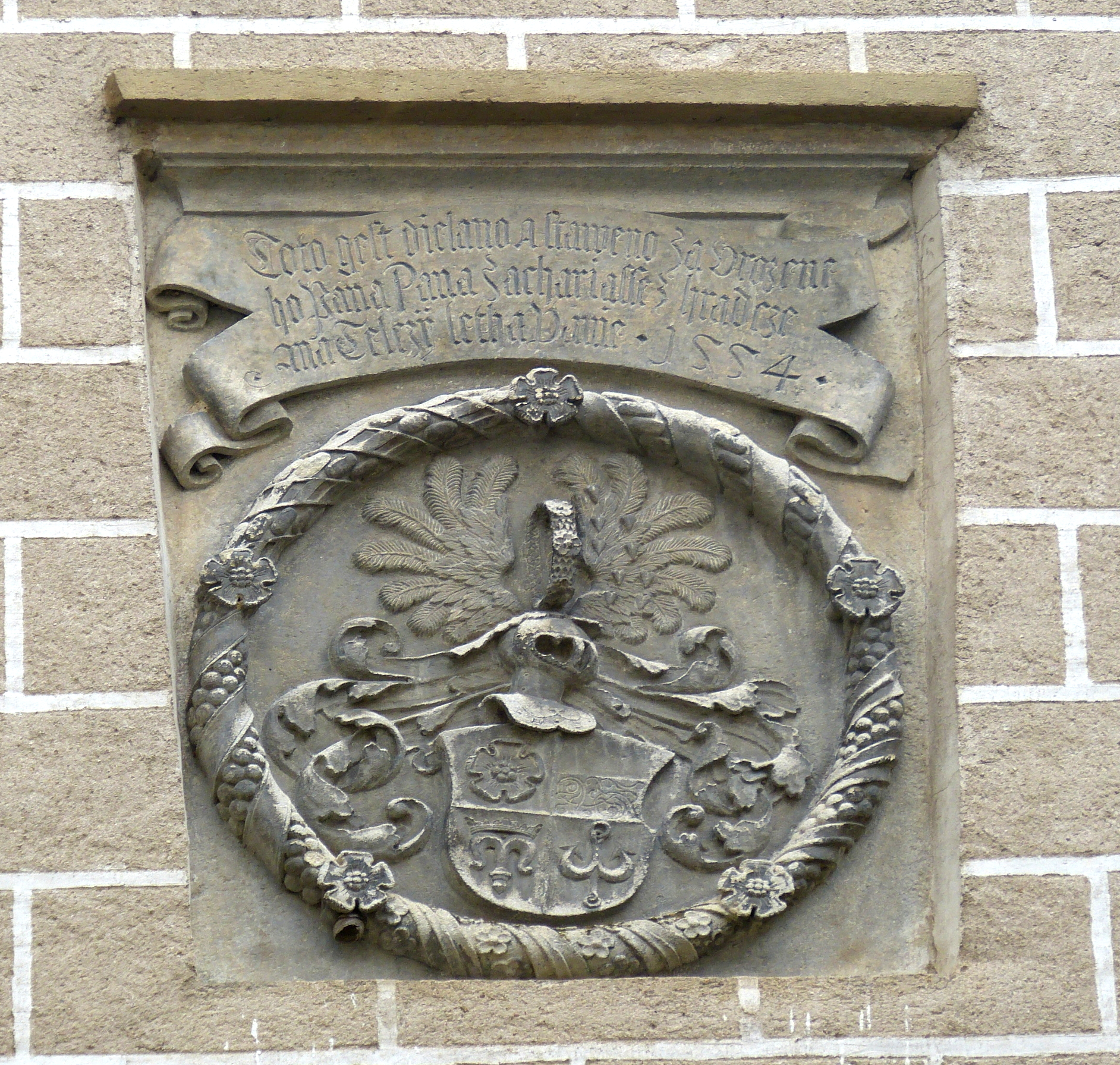
Erb Zachariáše z Hradce
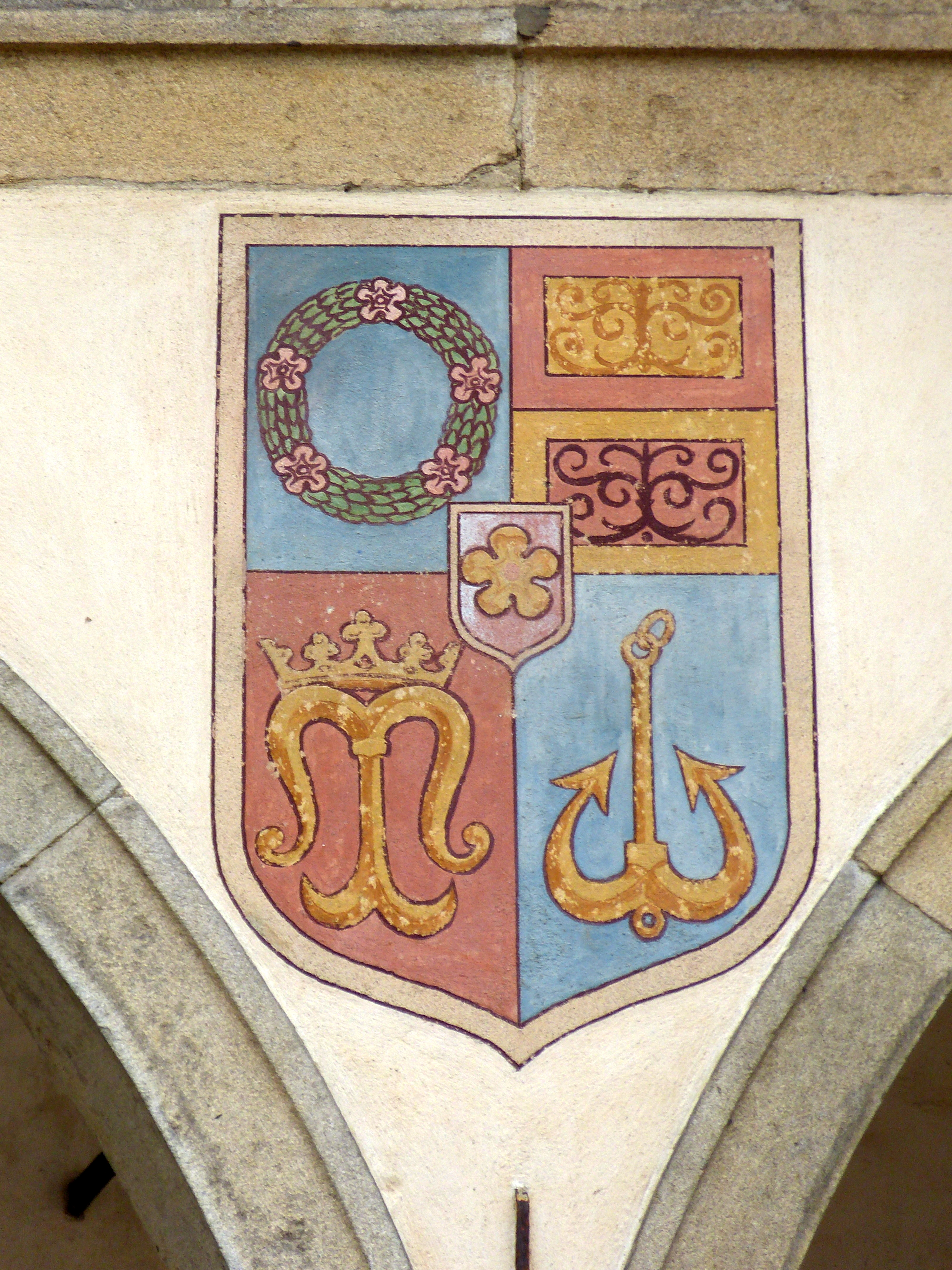
Erb Zachariáše z Hradce
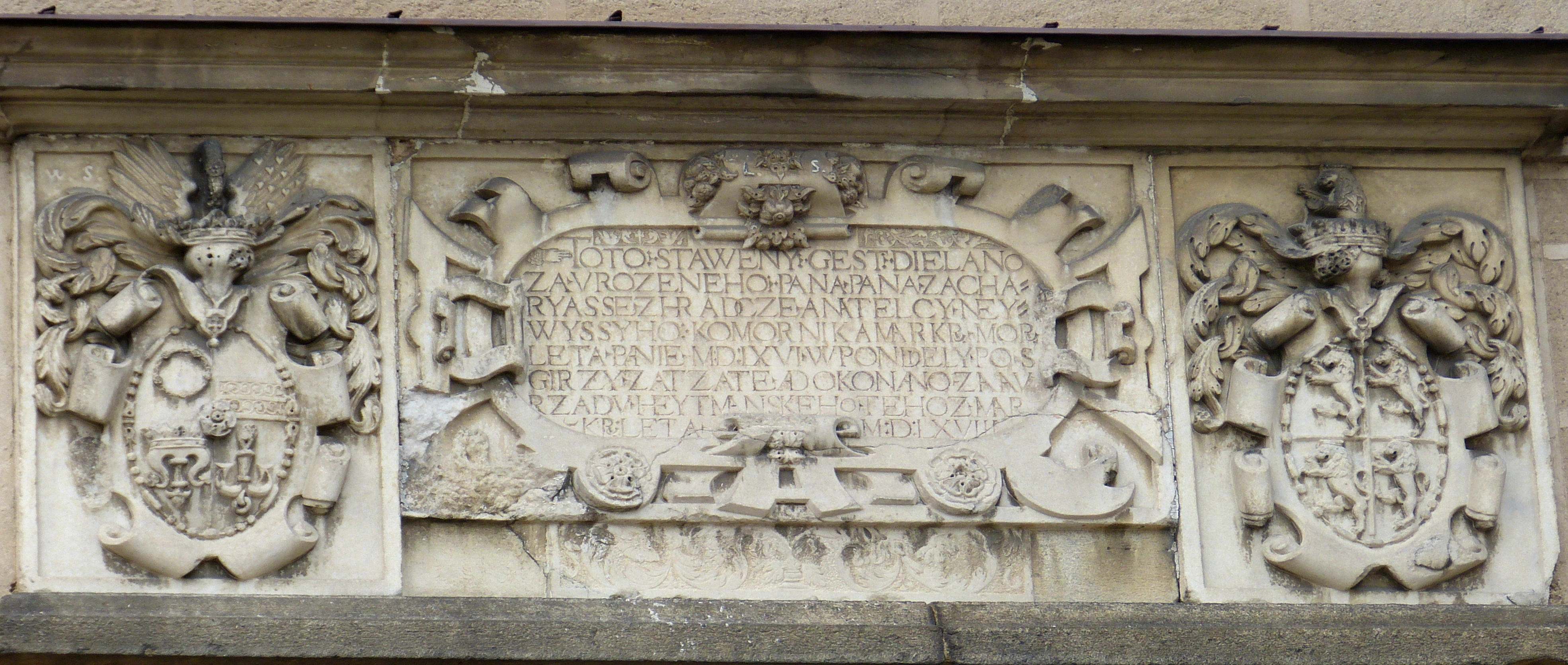
Erby Hradeckých a Valdštejnů